# Harakiri (album)
Harakiri je treći studijski album jermensko-američkog pevača Serdža Tankijana. Album je objavljen 10. jula 2012. godine kao nastavak simfonik-rok albuma Imperfect Harmonies koji je  objavljen 2010. godine. Ovaj album je takođe i prvi od četiri albuma koje će Tankijan objaviti u skorijoj budućnosti. Ostala tri su Orca, Jazz-Iz-Christ i Fuktronic.

## Pozadina
Harakiri je treći studijski solo album frontmena grupe System of a Down. Tankijan je opisao album kao verovatno najbrži pank-rok orijentisani album koji je napisao još od početaka sa grupom System Of A Down.
U istom intervjuu, Tankian je potvrdio da će turneja 2013-te godine biti posvećena ovom albumu. Album se bavi idejom samoubistava, dok sam naziv Harakiri potiče iz japanske kulture i on predstavlja vrstu ritualnog samoubistva karakterističnog z kulturu Japana. Ovaj ritual poznat je još i kao Sepuku.

## Snimanje
Kao i njegova dva prethodna izdanja, Tankijan je i ovaj album snimio sam u sopstvenom studiju u Los Anđelesu. Harakiri se razlikuje od prethodnih izdanja u tome što su sve pesme na njemu napisane na Tankijanovom iPad-u. Pored toga, koristio je iPad i kao uređaj za miksovanje za 3 pesme. Tankijan je izjavio da "Moramo da navedemo sebe da pišemo na razne načine kako bi došli do neočekivanih rezultata."

## Spisak pesama
1. Cornucopia (4:28)
2. Figure It Out (2:52)
3. Ching Chime (4:05)
4. Butterfly (4:10)
5. Harakiri (4:19)
6. Occupied Tears (4:22)
7. Deafening Silence (4:16)
8. Forget Me Knot (4:26)
9. Reality TV (4:09)
10. Uneducated Democracy (3:59)
11. Weave On (4:07)

### Bonus pesme
1. Revolver (2:31) (Deluks izdanje)
2. Tyrant's Gratitude (6:25) (Deluks izdanje)

## Članovi benda
- Dan Monti - gitara, miksovanje, audio inženjering
- Mario Pagliarulo - bas gitara
- Troy Zeigler - bubnjevi
- Vlado Meller - post-produkcija